# Pomos
Les Pomos sont un peuple amérindien du nord de la Californie aux États-Unis. En 1990, ils étaient 4 900 environ.
Leur civilisation est partie du village Poma.

## Ethnonymie
Le nom Pomo est dérivé d'un suffixe  -pomo ou -poma  qui était attaché aux noms des villages et des groupes locaux et dont la signification reste inconnue. Les Pomos parlaient sept langues pomo différentes, qui ne sont pas mutuellement intelligibles. Il reste aujourd'hui quelques locuteurs de certaines d'entre elles et les Pomos font des efforts pour préserver ces langues ainsi que d'autres éléments de leur culture.

## Histoire

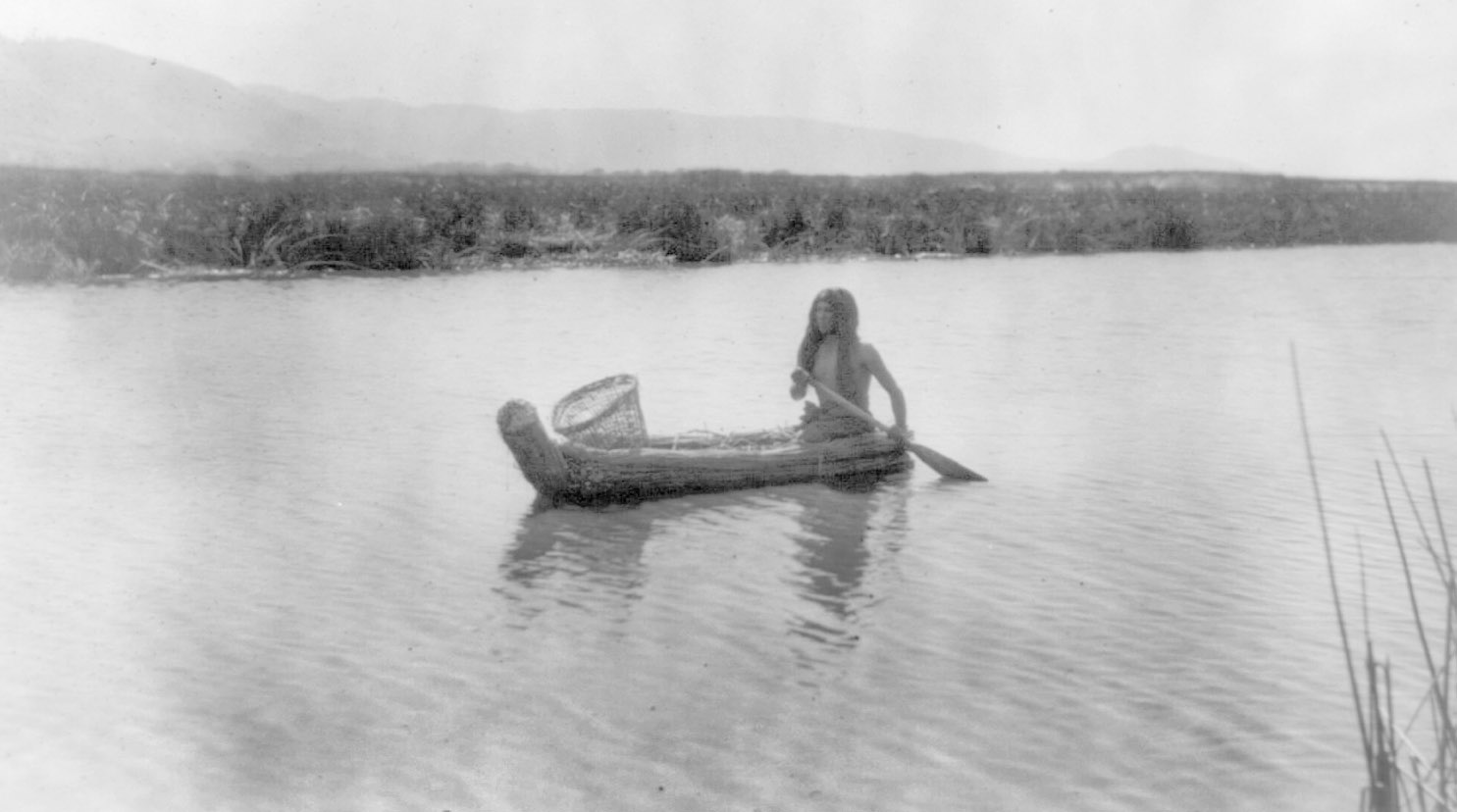
Embarcation pomo faite de roseaux, sur le lac supérieur, dans l'actuel refuge faunique national de Tule Lake.

À l'origine, ce sont la langue, l'implantation géographique et d'autres éléments culturels qui unifiaient les Pomos mais, socialement et politiquement, ils ne formaient pas une « tribu unifiée ». Les Pomos vivaient en petites communautés, liées par la géographie, la lignée et les mariages, et qui se rencontraient à l'occasion de la pêche, de la chasse et de la cueillette. Les Pomos ont vécu sur la côte Pacifique au nord de San Francisco entre Cleone et Duncan's Point, et à l'intérieur des terres vers le Clear Lake. Un groupe séparé, les Pomos du nord-est, vivait près de Stonyford.

## Mode de vie

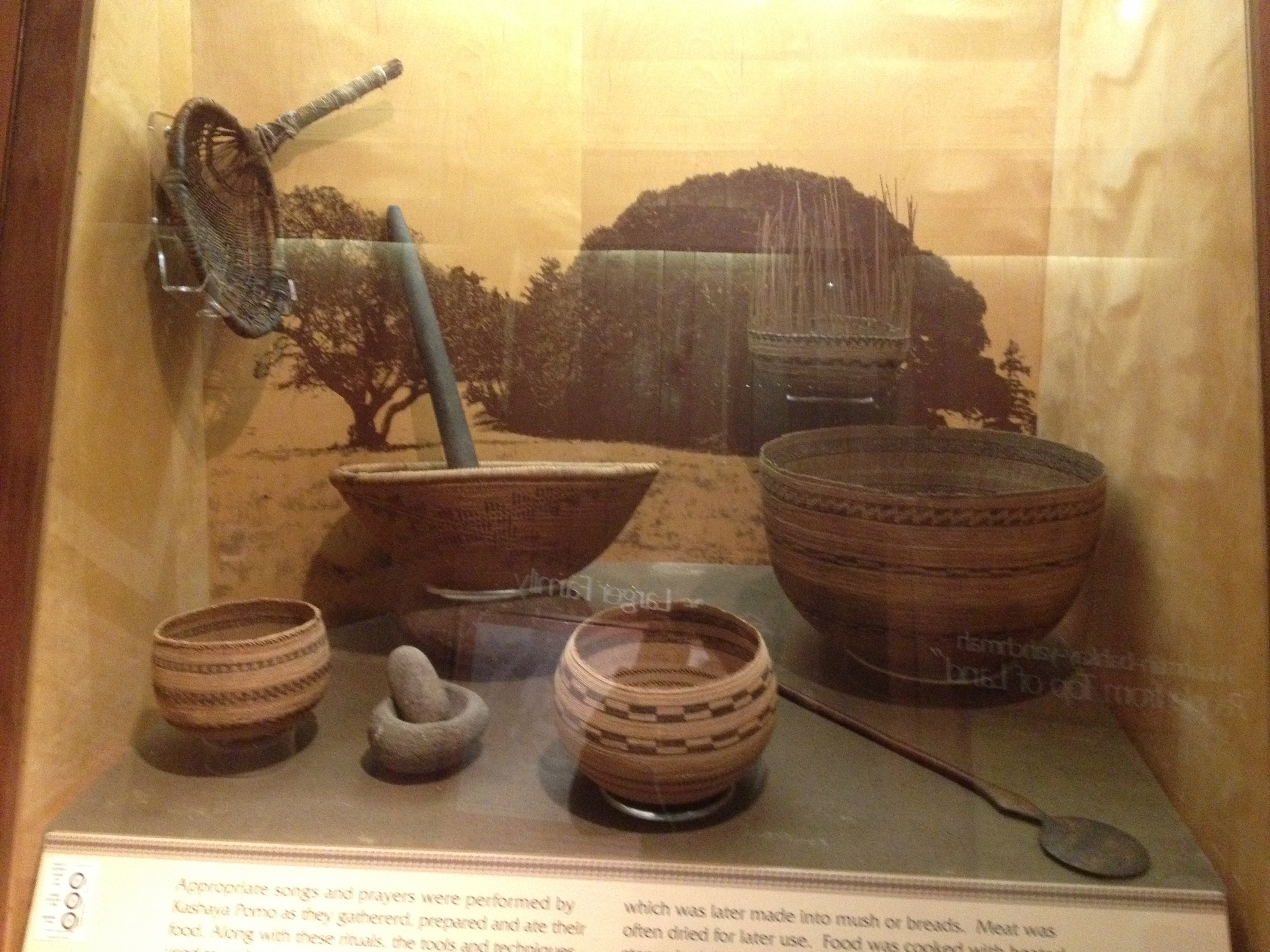
Objets traditionnels Pomos

Le peuple Pomo est traditionnellement décrit comme « the moneyers » — les monnayeurs du centre-nord de la Californie. Ils avaient plusieurs sortes d'objets qui servaient de monnaie, ayant plus ou moins de valeur commerciale : plus ils étaient éloignés de la source du premier échange, plus ils acquéraient de valeur. Leur monnaie était des perles de coquillages. Ces perles de coquillages venaient principalement de la baie Bodega (en).

## Culture
Les membres du peuple Pomo vivent en groupe dans leur village qu'on nomme Poma, avec leur propre langue et leur propre culture. Ils n'étaient pas socialement ou politiquement liés comme un seul grand groupe unifié. Traditionnellement, ils se sont appuyés sur la pêche, la chasse et la cueillette pour se nourrir.

## Population, démographie

Le drapeau des Pomos

Il y avait environ 8 000 Pomos en 1770. Le recensement de 1910 a dénombré 777 Pomos mais ce chiffre est probablement sous-estimé. 
Selon l'anthropologue Alfred L. Kroeber, les Pomos étaient 1 200 cette même année. 
Selon le recensement de 1930 il y avait 1 143 Pomos. 
Les États-Unis reconnaissent beaucoup de groupes d'indigènes en tant que « tribus fédéralement identifiées », leur donnant un statut quasi souverain semblable à celui des États. 
Beaucoup d'autres groupes ne sont pas identifiés. 
Les groupes de Pomos actuellement identifiés par les États-Unis sont concentrés dans le comté de Sonoma, le comté de Lake, et le comté de Mendocino. Ils incluent entre autres les groupes suivants : 
- Lytton Band,
- Cloverdale Band,
- Dry Creek Band,
- Guidiville Band,
- Manchester-Point Arena Band,
- Coyote Valley Band,
- Hopland Band,
- Big Valley Band, et
- Kashia Band.